# 第11飛行教育団
第11飛行教育団（だいじゅういちひこうきょういくだん、英称：11th Flying Training Wing）は、航空自衛隊静浜基地（静岡県焼津市）に所在する航空教育集団の隷下部隊。

## 概要
「飛行準備課程」を修了した航空学生及び一般大・防衛大卒の操縦学生に対する「初級操縦課程」の教育訓練を行うとともに、同基地の管理業務を担当している。初級操縦課程を修了した学生は芦屋基地の第13飛行教育団での「基本操縦前期課程」、または美保基地の第3輸送航空隊で輸送機等の操縦士育成をする「基本操縦課程」に進む。

## 沿革
- 1954年（昭和29年）7月5日 - 浜松基地において航空自衛隊操縦学校編成。経験者技量回復準備教育開始[1]。
- 1955年（昭和30年）11月1日 - 航空自衛隊操縦学校が航空自衛隊第1操縦学校に改編。
- 1956年（昭和31年）3月31日 - 浜松基地から小月基地へ移動。
- 1959年（昭和34年）6月1日 - 航空自衛隊第1操縦学校廃止。飛行教育集団隷下に第11飛行教育団新編。
- 1964年（昭和39年）5月30日 - 小月基地から静浜基地へ移動。
- 2005年（平成17年）4月7日 - T-7配備開始[2]。
- 2007年（平成19年）2月22日 - T-3ラストフライト[3]。
- 2024年（令和06年）3月21日 - 基地業務群通信隊をサイバー運用隊に改編[4]。

## 部隊編成
- 第11飛行教育団司令部
  - 総務部
  - 教育部
- 飛行教育群
  - 第1飛行教育隊
  - 第2飛行教育隊
- 整備補給群
  - 整備隊
  - 補給隊
- 基地業務群
  - 飛行場勤務隊
  - 施設隊
  - サイバー運用隊
  - 管理隊
  - 業務隊
  - 会計隊
  - 衛生隊

## 主要幹部
| 官職名                             | 階級    | 氏名       | 補職発令日     | 前職                               |
| ---------------------------------- | ------- | ---------- | -------------- | ---------------------------------- |
| 第11飛行教育団司令 兼 静浜基地司令 | 1等空佐 | 宮川知己   | 2024年07月18日 | 第1航空団副司令                    |
| 副司令                             | 1等空佐 | 浅沼千代忠 | 2024年08月01日 | 航空教育隊副司令                   |
| 飛行教育群司令                     | 1等空佐 | 今泉康就   | 2025年08月01日 | 北部航空方面隊司令部防衛部防衛課長 |

| 代                      | 氏名                  | 在職期間                                                   | 前職                                                 | 後職                                                             |                      |
| 航空自衛隊操縦学校長    | 航空自衛隊操縦学校長  | 航空自衛隊操縦学校長                                       | 航空自衛隊操縦学校長                                 | 航空自衛隊操縦学校長                                             | 航空自衛隊操縦学校長 |
| ----------------------- | --------------------- | ---------------------------------------------------------- | ---------------------------------------------------- | ---------------------------------------------------------------- | -------------------- |
| -                       | 汾陽光文              | 1954年07月01日 - 1955年10月30日 ※1955年02月16日 空将補昇任 | 保安隊航空学校長 兼 浜松駐とん地部隊長 （1等警察正） | 航空自衛隊第1操縦学校長                                          |                      |
| 航空自衛隊第1操縦学校長 |                       |                                                            |                                                      |                                                                  |                      |
| 01                      | 汾陽光文 （空将補）   | 1955年11月01日 - 1955年11月15日                            | 航空自衛隊操縦学校長                                 | 航空幕僚監部人事部長                                             |                      |
| 02                      | 有沼源一郎 （空将補） | 1955年11月16日 - 1956年07月09日                            | 航空幕僚監部防衛部防衛課長                           | 航空自衛隊幹部学校長 兼 小平基地司令                             |                      |
| 03                      | 頼富美夫              | 1956年07月10日 - 1957年06月30日 ※1956年08月16日 空将補昇任 | 調達実施本部契約第4課長                              | 航空幕僚監部所属 →1957年7月15日 統合幕僚会議事務局第四班長       |                      |
| 04                      | 小島喜久              | 1957年07月01日 - 1959年05月31日 ※1957年08月16日 空将補昇任 | 航空自衛隊第1航空教育隊長 兼 防府基地司令            | 第11飛行教育団司令 兼 小月基地司令                               |                      |
| 第11飛行教育団司令      |                       |                                                            |                                                      |                                                                  |                      |
| 01                      | 小島喜久 （空将補）   | 1959年06月01日 - 1959年07月31日                            | 航空自衛隊第1操縦学校長 兼 小月基地司令              | 航空幕僚監部人事教育部長                                         |                      |
| 02                      | 村木八郎              | 1959年08月01日 - 1960年03月15日                            | 第13飛行教育団勤務                                   | 北部航空方面隊司令部幕僚長 兼 三沢基地司令                       |                      |
| 03                      | 広田保太郎            | 1960年03月16日 - 1961年07月14日 ※1961年07月01日 空将補昇任 | 航空幕僚監部人事教育部人事課長                       | 第16飛行教育団司令 兼 築城基地司令                               |                      |
| 04                      | 金子義郎              | 1961年07月15日 - 1962年07月15日                            | 航空幕僚監部勤務                                     | 航空自衛隊幹部学校副校長 兼 市ヶ谷基地司令                       |                      |
| 05                      | 佐藤熙                | 1962年07月16日 - 1963年03月15日                            | 航空救難群司令                                       | 飛行教育集団司令部教育部長                                       |                      |
| 06                      | 三浦正治              | 1963年03月16日 - 1964年05月30日                            | 輸送航空団木更津航空隊長                             | 中部航空警戒管制団付 →1965年2月16日 防衛研修所戦史室戦史編さん官 |                      |
| 07                      | 東条道明              | 1964年05月31日 - 1965年02月15日                            | 第15飛行教育団司令                                   | 航空自衛隊第4術科学校第2教育部長                                 |                      |
| 08                      | 佐藤熙                | 1965年02月16日 - 1967年07月16日                            | 飛行教育集団司令部教育部長                           | 航空自衛隊補給統制処付 →1967年12月31日 退職 （空将補昇任）       |                      |
| 09                      | 河内山譲              | 1967年07月17日 - 1969年07月15日 ※1969年04月01日 空将補昇任 | 飛行教育集団司令部教育部長                           | 航空幕僚監部付 →1969年9月30日 退職                               |                      |
| 10                      | 中村秀夫              | 1969年07月16日 - 1972年02月15日 ※1972年01月01日 空将補昇任 | 実験航空隊副司令                                     | 航空救難団司令                                                   |                      |
| 11                      | 池上洋吉              | 1972年02月16日 - 1973年06月30日 ※1973年01月01日 空将補昇任 | 航空幕僚監部防衛部調査第1課長                        | 第2航空団司令 兼 千歳基地司令                                    |                      |
| 12                      | 神田玄黄              | 1973年07月01日 - 1974年07月15日 ※1974年07月01日 空将補昇任 | 第81航空隊司令                                       | 飛行教育集団司令部幕僚長                                         |                      |
| 13                      | 花谷成功 （空将補）   | 1974年07月16日 - 1976年08月01日                            | 航空自衛隊幹部候補生学校学生隊長                     | 防衛研修所研究部第6研究室長 兼 防衛研修所所員                    |                      |
| 14                      | 志摩一郎              | 1976年08月02日 - 1978年03月15日 ※1977年01月01日 空将補昇任 | 航空幕僚監部監理部監理課長                           | 北部航空方面隊司令部幕僚長                                       |                      |
| 15                      | 船越一郎 （空将補）   | 1978年03月16日 - 1979年06月30日                            | 南西航空混成団司令部防衛部長                         | 第6航空団司令 兼 小松基地司令                                    |                      |
| 16                      | 木内幸雄              | 1979年07月01日 - 1980年10月10日 ※1980年07月01日 空将補昇任 | 第3航空団副司令                                      | 第3航空団司令 兼 三沢基地司令                                    |                      |
| 17                      | 原正夫                | 1980年10月11日 - 1983年03月15日 ※1981年01月01日 空将補昇任 | 偵察航空隊司令                                       | 航空幕僚監部付 →1983年7月1日 退職                                |                      |
| 18                      | 荒木昭                | 1983年03月16日 - 1984年03月01日 ※1983年08月01日 空将補昇任 | 保安管制気象団飛行点検隊長                           | 航空自衛隊幹部候補生学校副校長                                   |                      |
| 19                      | 渡邊榮顯              | 1984年03月02日 - 1986年03月30日 ※1984年03月23日 空将補昇任 | 航空自衛隊幹部学校主任教官                           | 航空救難団司令                                                   |                      |
| 20                      | 中島敏行              | 1986年03月31日 - 1988年07月06日                            | 教材整備隊司令                                       | 第83航空隊司令 兼 那覇基地司令 （空将補昇任）                    |                      |
| 21                      | 瓜生泰三              | 1988年07月07日 - 1991年07月31日                            | 西部航空方面隊司令部防衛部長                         | 退職（空将補昇任）                                               |                      |
| 22                      | 杉下誠治              | 1991年08月01日 - 1993年06月30日                            | 北部航空方面隊司令部防衛部長                         | 航空教育集団司令部教育部長                                       |                      |
| 23                      | 工藤公光              | 1993年07月01日 - 1995年06月29日                            | 航空自衛隊幹部候補生学校教育部長                     | 退職（空将補昇任）                                               |                      |
| 24                      | 宮本正壽              | 1995年06月30日 - 1997年11月30日                            | 航空教育集団司令部教育部長                           | 退職（空将補昇任）                                               |                      |
| 25                      | 森本益夫              | 1997年12月01日 - 1999年07月31日                            | 航空警務隊司令                                       | 退職（空将補昇任）                                               |                      |
| 26                      | 渡邊昭                | 1999年08月01日 - 2001年03月31日                            | 航空支援集団司令部総務部長                           | 退職（空将補昇任）                                               |                      |
| 27                      | 津久井建美            | 2001年04月01日 - 2002年07月31日                            | 航空警務隊司令                                       | 退職（空将補昇任）                                               |                      |
| 28                      | 田口千秋              | 2002年08月01日 - 2004年07月31日                            | 自衛隊岐阜地方連絡部長                               | 航空警務隊司令                                                   |                      |
| 29                      | 柳原孝重              | 2004年08月01日 - 2005年12月02日                            | 中部航空方面隊司令部幕僚長                           | 退職（空将補昇任）                                               |                      |
| 30                      | 宮沢康朝              | 2005年12月03日 - 2006年12月05日                            | 中部航空方面隊司令部幕僚長                           | 退職（空将補昇任）                                               |                      |
| 31                      | 石野次男              | 2006年12月06日 - 2007年12月02日 ※2007年09月01日 空将補昇任 | 航空支援集団司令部防衛部長                           | 第1輸送航空隊司令 兼 小牧基地司令                                |                      |
| 32                      | 浮須一郎              | 2007年12月03日 - 2009年07月20日                            | 第1輸送航空隊司令 兼 小牧基地司令                    | 特別航空輸送隊司令                                               |                      |
| 33                      | 野口盛隆              | 2009年07月21日 - 2010年11月30日                            | 第3輸送航空隊司令 兼 美保基地司令                    | 退職（空将補昇任）                                               |                      |
| 34                      | 出井俊介              | 2010年12月01日 - 2012年04月01日                            | 南西航空混成団司令部防衛部長                         | 航空中央業務隊付 →2012年5月27日 退職                             |                      |
| 35                      | 山下隆康              | 2012年04月02日 - 2014年05月31日                            | 情報本部統合情報部長                                 | 統合幕僚学校教育課長                                             |                      |
| 36                      | 松尾洋介              | 2014年06月01日 - 2015年08月03日                            | 航空総隊司令部防衛部運用課長                         | 航空教育集団司令部教育部長                                       |                      |
| 37                      | 小袋長武              | 2015年08月04日 - 2018年02月21日                            | 航空幕僚監部監察官                                   | 西部航空方面隊司令部幕僚長                                       |                      |
| 38                      | 辻正紀                | 2018年02月22日 - 2018年12月20日                            | 第7航空団副司令                                      | 退職（空将補昇任）                                               |                      |
| 39                      | 西野一行              | 2018年12月21日 - 2020年09月18日                            | 北部航空方面隊司令部幕僚長                           | 航空総隊司令部監理監察官                                         |                      |
| 40                      | 山口英章              | 2020年09月19日 - 2022年09月29日                            | 第9航空団副司令                                      | 退職                                                             |                      |
| 41                      | 芳賀和典              | 2022年09月30日 - 2024年07月17日                            | 航空支援集団司令部防衛部長                           | 退職                                                             |                      |
| 42                      | 宮川知己              | 2024年07月18日 -                                           | 第1航空団副司令                                      |                                                                  |                      |